# Wendy Vereen
Wenda »Wendy« Vereen, ameriška atletinja, * 24. april 1966, ZDA.
Ni nastopila na poletnih olimpijskih igrah. Na svetovnih prvenstvih je osvojila srebrno medaljo v štafeti 4x100 m leta 1993. 